# أوبرا إسبانية

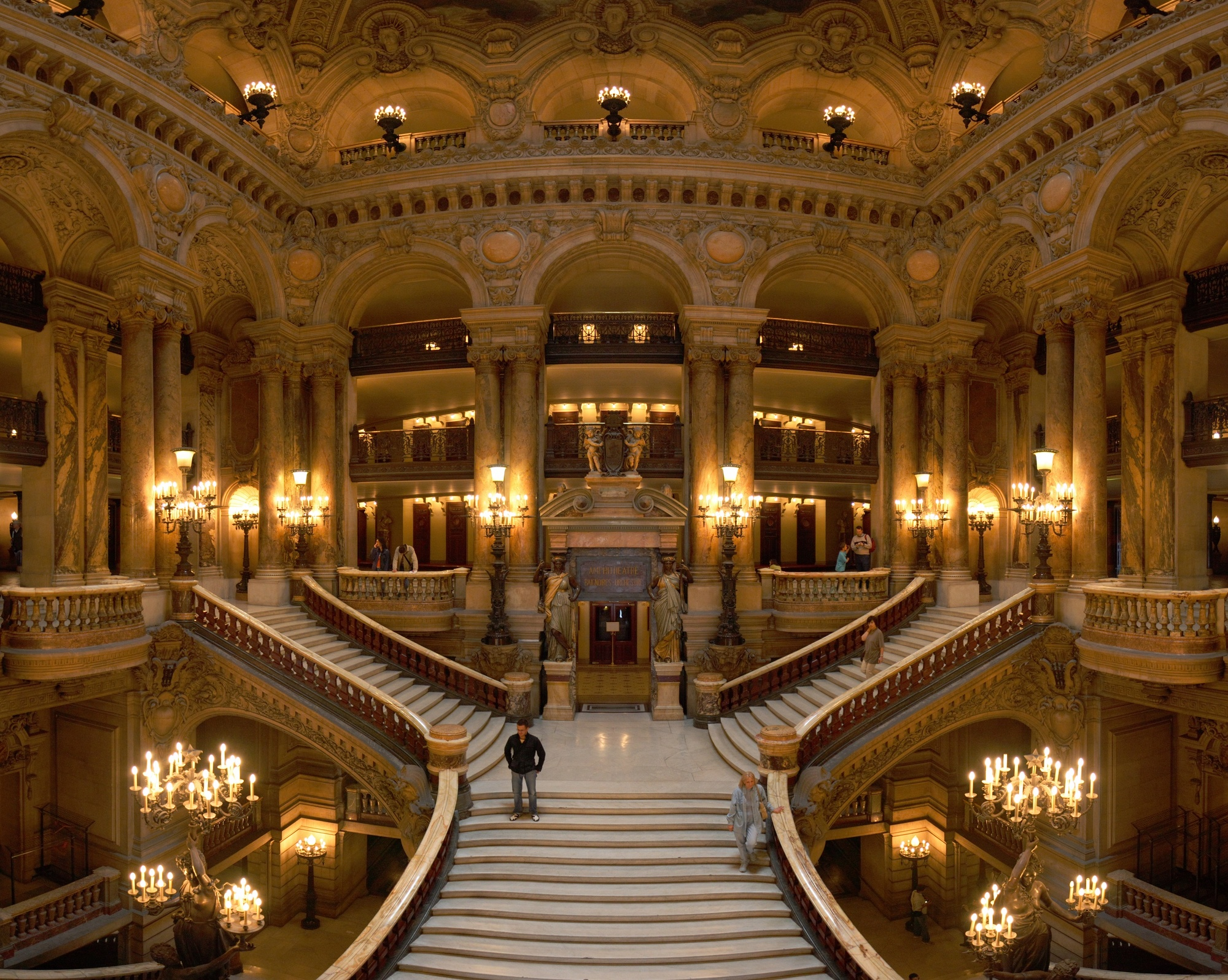
أوبرا غارنييه الكبرى

الأوبرا الإسبانية هو فن أوبرا باللغة الإسبانية. حيث كانت الأوبرا بطيئة في تطويرها داخل إسبانيا بالمقارنة مع فرنسا، وإيطاليا، وإلى حد ما أقل من ألمانيا التي كان لها تقاليد متواصلة من الأوبرا منذ وقت مبكر من القرن ال17.

## أنظر كذلك
- أوبرا (موسيقى)